# Chacoma
Chacoma är en ort i Mexiko.   Den ligger i kommunen Tenejapa och delstaten Chiapas, i den sydöstra delen av landet, 800 km öster om huvudstaden Mexico City. Chacoma ligger 1 895 meter över havet och antalet invånare är 1 462.
Terrängen runt Chacoma är huvudsakligen kuperad, men österut är den bergig. Runt Chacoma är det tätbefolkat, med 319 invånare per kvadratkilometer. Närmaste större samhälle är Cancuc, 4,6 km norr om Chacoma. I omgivningarna runt Chacoma växer i huvudsak städsegrön lövskog.